# جلال قانونی
جلال قانونی (زادهٔ ۱۲۸۵ در شیراز) نوازندهٔ قانون اهل ایران بود. او از نخستین نوازندگان ایرانیِ ساز قانون در عصر معاصر بود

## زندگی هنری
جلال قانونی در سال ۱۲۸۵ در خانواده‌ای کلیمی در شیراز متولد شد. او نواختن ساز قانون را از حدود ۱۰ تا ۱۵ سالگی نزد پدرش «رحیم قانونی» فراگرفت. شیوهٔ نوازندگی او همانند پدرش همراه با نوازندگیِ نغمه‌های ایرانی و قطعات موسیقی محلی فارس بود. وی را به عنوان دومین نوازندهٔ قانون در ایران می‌شناسند. او مدتی کوتاه در رادیو ایران به اجرای برنامه پرداخت و سپس از تهران به شیراز بازگشت و تا پایان عمر در آن شهر زندگی کرد.
از شاگردان وی می‌توان به علی‌اکبر صدیف اشاره نمود.

## آثار هنری
از جمله آثاری که از جلال قانونی به ضبط رسیده‌است، می‌توان به موارد زیر اشاره نمود:
- «دستگاه شور» (همراه با آواز منوچهر شیرازی)[۸]
- «آواز دشتی»[۸]
- «دستگاه سه‌گاه»[۸]
- «دستگاه همایون»[۸]
- «بداهه‌نوازی دشتی»[۹]
- «تکنوازی شور»[۱۰]